# Magic Mike - The Last Dance
Magic Mike - The Last Dance (Magic Mike's Last Dance) è un film statunitense del 2023 diretto da Steven Soderbergh.
È il sequel di Magic Mike XXL (2015), e vede il ritorno di Channing Tatum nel ruolo di Mike Lane, mentre alla regia torna Steven Soderbergh, già regista del primo film.

## Trama
Dopo una lunga pausa e in seguito al fallimento della sua attività di arredamento, a causa della pandemia di COVID-19, che lo ha lasciato al verde, Mike Lane, conosciuto dal mondo come l'ex spogliarellista "Magic Mike" è costretto ormai da mesi a lavorare come barista per una società di catering di Miami. Al catering organizzato per una raccolta fondi, Mike conosce la proprietaria dell'evento, Maxandra Mendoza detta "Max", donna ricca, affascinante e altolocata.
Nonostante sia ormai "in pensione", Mike acconsente a far una lap dance privata per Max, per 6.000 dollari, appuntamento che si rivela però molto passionale, e che li porta a letto insieme.
La mattina dopo, Mike rifiuta i 6.000 $, ma Max gli offre i 60.000 $ per andare a Londra per un "lavoro", che Mike accetta. L'ex marito di Max, Roger, nel loro accordo di divorzio ha dovuto donare a lei il Rattigan Theatre, dove Mike Lane può ballare un'ultima volta. Mentre Mike e Max discutono della logistica di questo spettacolo che lei ha inventato, Mike conosce anche la figlia adolescente di Max, Zadie.
Presto iniziano quindi le audizioni per potenziali ballerini. Max e Mike convincono anche l'unica donna nel consiglio, la ricca Edna Eaglebauer, a sostenere lo spettacolo.
Lo spettacolo si rivela alla fine un successo: dopo un numero di lap dance da parte dei tre dei membri più maturi del pubblico, Mike fa coppia con una ballerina per l'esibizione finale. Il pezzo, ambientato sotto la pioggia, ricorda i momenti condivisi tra lui e Max.
Una volta terminato lo spettacolo, Mike trova Max e si baciano, gesto che lascia presagire una relazione vera e duratura tra i due.

## Produzione

### Sviluppo
Magic Mike - The Last Dance è annunciato il 29 novembre 2021, previsto, inizialmente, in uscita esclusiva su HBO Max, con Channing Tatum ancora una volta nei panni di Mike Lane e Steven Soderbergh, che aveva già diretto il primo film della serie. Nel settembre 2022, è stato annunciato che il film sarebbe uscito nelle sale il 10 febbraio 2023.

### Cast
Thandiwe Newton era stata inizialmente scelta per un ruolo non specificato, ma alla fine è stata sostituita da Salma Hayek nell'aprile 2022.
Nel novembre 2022, Gavin Spokes, Caitlin Gerard, Christopher Bencomo, Ayub Khan Din e Juliette Motamed si sono uniti al cast per affiancare Channing Tatum e Salma Hayek.

## Colonna sonora
Nella colonna sonora di Magic Mike - The Last Dance figurano, tra gli altri, il brano Pony di Ginuwine, già presente nella soundtrack del film precedente, nonché Love in This Club di Usher, Get Up (I Feel like Being a) Sex Machine di James Brown e Champagne Life di Ne-Yo.

## Distribuzione
Magic Mike - The Last Dance è stato presentato in anteprima mondiale a Miami Beach, il 25 gennaio 2023.
Il film è successivamente uscito nelle sale cinematografiche statunitensi il 10 febbraio 2023, mentre in Italia addirittura il giorno prima.

## Accoglienza

### Incassi
Al 6 marzo 2023 il film ha incassato complessivamente 26 milioni di dollari nel Nord America e 30,8 nel resto del mondo, per un incasso totale di $ 56,8 milioni.

### Critica
Sul sito web Rotten Tomatoes, il film riceve il 49% delle recensioni professionali positive, con un voto medio di 5,8/10, basato su 210 recensioni. Invece su Metacritic il film ottiene un punteggio medio di 52 su 100, basato su 54 critiche.

## Riconoscimenti
- 2023 - Razzie Awards[10]
  - Candidatura alla peggiore attrice protagonista a Salma Hayek
  - Candidatura alla peggior coppia a Channing Tatum e Salma Hayek